# Paljukka (kulle, lat 67,90, long 25,83)
Paljukka är en kulle i Finland.   Den ligger i den ekonomiska regionen  Fjäll-Lappland  och landskapet Lappland, i den norra delen av landet, 900 km norr om huvudstaden Helsingfors. Toppen på Paljukka är 383 meter över havet, eller 58 meter över den omgivande terrängen. Bredden vid basen är 1,8 km. Paljukka ingår i Siiselät.
Terrängen runt Paljukka är huvudsakligen platt.  Trakten runt Paljukka är nära nog obefolkad, med mindre än två invånare per kvadratkilometer. Det finns inga samhällen i närheten. 